# Waspik

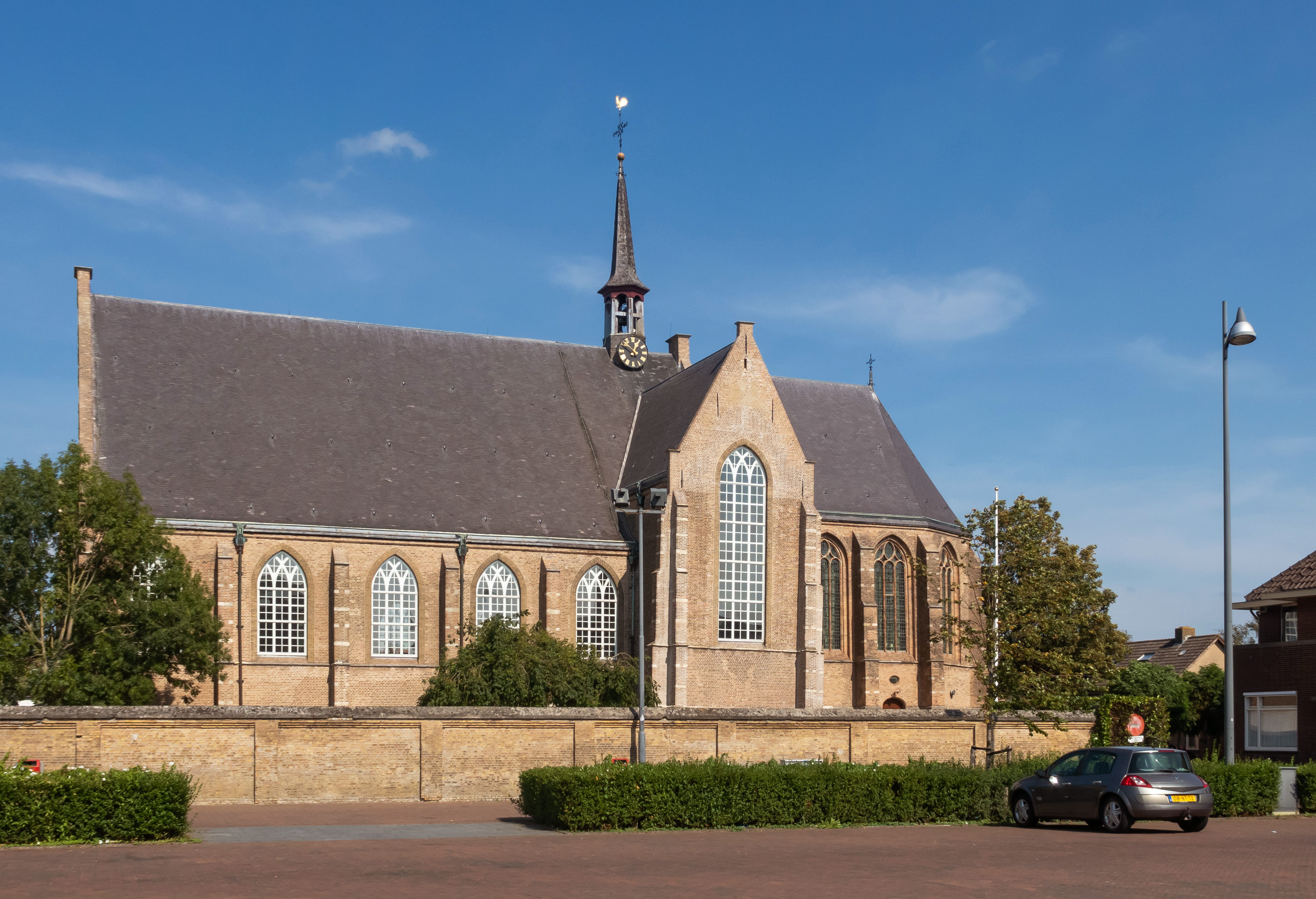
Waspik, l'église protestante

Waspik est un village situé dans la commune néerlandaise de Waalwijk, dans la province du Brabant-Septentrional. Le 1er janvier 2007, le village comptait 2 180 habitants.
Le 1er janvier 1997, la commune de Waspik est supprimée et rattachée à celle de Waalwijk.